# Prirodoslovni muzej Hasan bej Zardabi
Prirodoslovni muzej „Hasan bej Zardabi  (azerski: Həsən bəy Zərdabi adına Təbiət Tarixi Muzeyi, ruski: Музей естественной истории имени Хасан бей Зардаби) je prirodoslovni muzej u Bakuu osnovan 1930. godine. Muzej je nazvan u čast Hasan bej Zardabiju, azerbajdžanskome novinaru, intelektualcu, prosvjetitelju, publicistu, pedagogu, autoru mnogih znanstvenih radova o problemima darvinizma, nastanku života na Zemlji i okolišu.
Muzej djeluje pod pokroviteljstvom Instituta za geologiju i geofiziku Azerbajdžana.
Ravnatelj muzeja je Tarielj Ejbatov (ruski: Тариэль Эйбатов), doktor filozofije i biologije.

## Povijest
U početku, 1920. godine, muzej je funkcionirao kao zavičajni pedagoški krug. Sam prirodoslovni muzej osnovan je 1930. godine. Temelj muzeja bio je odjel za biologiju Državnoga muzeja Azerbajdžanske SSR. 
Godine 1945. muzej je uključen u sastav Instituta za geologiju Akademije znanosti Azerbajdžanske SSR. Od 1944. godine institucija nosi ime „Hasan bej Zardabi“.
Tijekom godina postojanja Azerbajdžanske Sovjetske Socijalističke Republike razvio se administrativno-upravni sustav muzeja u zemlji. 
Zime 1980. godine donesena je odluka o stvaranju Uprave muzeja i Znanstveno-metodološki odjel za rad muzeja pri Ministarstvu kulture SSSR-a. Provedena je kontrola muzejske mreže širem zemlje.
Kasnije je osnovan Znanstveno-restauratorski centar za obnovu i restauraciju muzeja republike. Te institucije postoje i danas. 
U siječnju 2014. godine odobrene su Odredbe Nacionalnoga prirodoslovnoga muzeja Republike Azerbajdžan. Prema odredbi planira se osnovati Nacionalni muzej pri Azerbajdžanskoj nacionalnoj akademiji znanosti.

## Odjeli
Muzej ima dva odjela: geološki i zoološki odjel.
Geološki odjel pruža informacije o geološkoj i tektonskoj strukturi Azerbajdžana, karte i dijagrame, minerale (kobalt, gips, soli, kvarc, pirit, barit, molibden, kalcij), uzorke sedimentnih stijena. 
Zoološki odjel sadrži brojne kosture, preparirane životinje, tijela suvremenih i drevnih beskralježnjaka (spužve, mješinci, bodljikaši, mekušci, člankonošci, itd.) i kralježnjaka (vodozemci, gmazovi, ribe, ptice, sisavci), slike koje sadrže informacije o flori Azerbajdžana. Najstariji izloženi predmet je zub Ichthyosaurusa iz krede star 120 milijun godina.

## Izlošci
Znanstvena istraživanja prirodoslovnoga muzeja razvila su se u nekoliko smjerova, uglavnom na paleontološka nalazišta. Muzej predstavlja bingadinsku, perekeškjuljsku, mingečaursku zbirku i druge kvartarske zbirke.
Znanstvena istraživanja provedena u instituciji pokrivaju područja poput sistematike, morfologije, evolucije i ekologije endemskih životinja. Od velike važnosti je komparativna analiza suvremenih kralježnjaka s fosilima.
Glavna istraživanja usredotočena su na proučavanje kvartarskoga Bingadinskoga asfaltnoga jezera i eljdarsku kasnosarmatsku hipparionsku faunu brojnih mjesta primitivnih ljudi, kao npr. Aziska pećina. U zbirci kvartarne faune Bingadinskoga asfatnoga jezera nalaze se 41 vrste sisavaca, 110 vrsta ptica, 1 vrste mekušca, 2 gmaza, 1 vodozemac, 107 insekata i 22 vrste biljki.
Među njima su gotovo čitavi fosilizirani kosturi konja, jelena, gazela i sajgi koje više ne žive na području Azerbajdžana.
U razdoblju od 1975. do 1986. godine provedena su arheološka, geomorfološka, paleontološka i kronostatigrafijska istraživanja Aziske pećine. U pećini su pronađeni ostatci sisavaca, poput kukcojeda, zečeva, šišmiša, zvijeri, parnoprstaša i glodavaca.  
Većina izloženih predmeta u muzeju donio je Rahimbek Džafar oglji Džafarov, prvi predsjednik ustanove.
Eljdarska fauna sastoji se od 23 predstavnika različitih vrsta kralježnjaka. Osim toga, u muzeju se nalaze dvije vrste hippariona, sarmatski kit i donja čeljust mastodonta. 
Više od 20 prepariranih životinja koje se nalaze na IUCN-ov crvenome popisu nalaze se u Zlatnome fondu muzeja. 
Institucija još uvijek čuva rukopise, kao i osobne predmete Hasana beja Zardabija i članova njegove obitelji. Posebno je zanimljiv sačuvani dio Zardabijeve prepiske s ruskim piscem Lavom Tolstojem.
U muzeju se nalaze i gornja vilica, zubi i kljove južnoga mamuta koji je živio na području Azerbajdžana prije 600.000 godina, a otkriveni su u Mingečauru 2001. godine. Ova otkrića dodana su u zbirku muzeja 2008. godine.
U razdoblju od 2006. do 2007. godine azerbajdžanski istraživači su na inicijativu Prirodoslovnoga muzeja „Hasan bej Zardabi“ zabilježili broj kaspijskoga tuljana.